# Yazid II

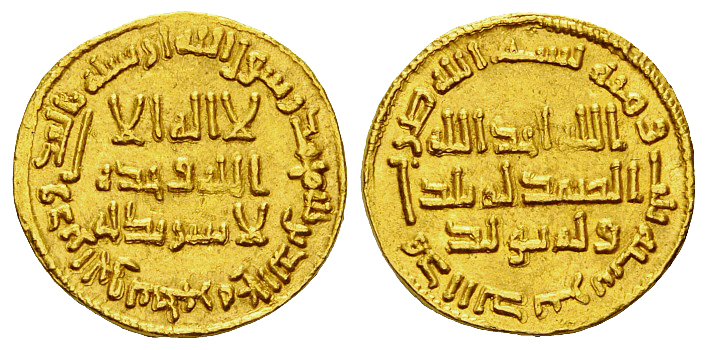
Dinar de Yazid II

Yazid bin Abd al-Malik o Yazid II (Damasco, 687-Irbid, 26 de enero de 724) (en árabe: يزيد بن عبد الملك) fue el noveno califa omeya que gobernó a partir del 720 hasta su muerte en 724.

## Biografía
Era hijo de Abd al-Malik y hermano de Al-Walid I, Suleimán I y Hisham ibn Abd al-Malik. De acuerdo con el historiador medieval persa Al-Tabari, Yazid llegó al poder tras la muerte de su primo Umar II el 10 de febrero de 720.
El reinado de Yazid II fue golpeado violentamente con conflictos internos y externos. Las numerosas guerras civiles comenzaron a explotar en diversas partes del imperio tales como España, África y el Oriente. Sus fuerzas entraron en batalla contra los sublevados jariyíes que dependían del gobierno de Basora, y con los que Umar había estado negociando. Después de reveses iniciales, las tropas de Yazid lograron sofocar la rebelión y el líder jariyí Shawdhab resultó muerto. 
Yazid Ibn al-Muhallab, que había escapado de su confinamiento a la muerte de Umar se instaló en Basora, uniéndosele muchos seguidores y rechazó jurar lealtad al nuevo califa Yazid II. Su levantamiento contra Yazid II fue muy importante, teniendo éxito inicialmente, pero, al final, fue derrotado y muerto por las fuerzas de Maslama ben Abd al-Malik Ibn-Marwan. La familia del derrotado fue perseguida con matanzas y se vendieron como esclavos a mujeres y niños. Este suceso tendría repercusiones hacia un sentimiento de odio a los omeyas.
El cronista bizantino Teófanes el Confesor narra que un mago advirtió a Yazid que podría gobernar durante cuarenta años, si se oponía a los iconos cristianos. Yazid así lo hizo, pero murió el mismo año en que emitió su decreto iconoclasta. Destruyó gran cantidad de iconos cristianos en las áreas cristianas controladas por los musulmanes. Los grupos anti-omeyas comenzaron a ganar poder entre los descontentos. Al-Tabari señala que grupos como los abasíes comenzaron a construir una base de poder que utilizarían más adelante para derribar a los omeyas en el año 750.
Yazid II moriría en 724 de tuberculosis y aunque intentó que le sucediera su hijo Walid II, al final, sería su hermano Hisham I el que heredó el califato. 

## Árabes y Bereberes
Yazid II  recibió la influencia de un entorno proqaysí, cuya política suscitó, al menos parcialmente, disturbios de carácter tribal en Irak y Siria. Bajo su gobierno, la expansión hacia Occidente se vio reactivada tras el parón que tuvo durante Umar II, de quien se dice incluso que tuvo la intención de abandonar España porque opinaba que en ella los musulmanes estaban demasiado expuestos al peligro. Parece claro que hasta después de su muerte, en el año 721, no se reanudó la política de expansión en la Galia y que los musulmanes -no sabemos muy bien si ya habían ocupado Narbona o no (probablemente en 715)- atacaron Septimania, Provenza y Aquitania. Los gobernadores nombrados por Yazid en Kairuán y en Córdoba siguieron una política muy dura hacia los autóctonos. En Kairuán la situación motivó una revuelta de los beréberes de la guardia del gobernador Yazid ben Abi Muslim, a quien asesinaron en el 721. Por su parte, Anbasa ben Suhaym al-Kalbi, nombrado para Córdoba, habría agravado mucho la fiscalidad de los cristianos y judíos y siguió con gran empuje las actividades militares en la Galia meridional, donde Narbona, Carcasona (725) y Nimes (725) fueron ocupadas y donde una expedición avanzó hasta Autun.
En el Magreb y en la península ibérica se empezaron a manifestar las rivalidades entre los dos grandes grupos de poder árabes: los qaysíes (sirios) y los kalbíes (yemeníes).